# Runda Urugwajska
Runda Urugwajska – podczas 41 sesji GATT w listopadzie 1985 r. podjęto decyzję o utworzeniu komitetu przygotowawczego, który zająłby się organizacją nowej rundy. We wrześniu 1986 r. w Punta del Este podjęto decyzję o rozpoczęciu Rundy Urugwajskiej. Wśród proponowanych wstępnie tematów negocjacji znalazły się zasady handlu artykułami żywnościowymi, przemysłowymi, włókienniczymi, surowcami i towarami o najwyższej technologii. Główną przesłanką rozpoczęcia Rundy Urugwajskiej był nasilający się od połowy lat siedemdziesiątych protekcjonizm handlowy związany ze zmianami układu sił oraz recesją gospodarczą w świecie, a także przestarzałość i niespójność procedur i postanowień GATT, które wymagały wzmocnienia dyscypliny i dostosowania do nowych warunków handlowych. Do podstawowych osiągnięć Rundy Urugwajskiej można zaliczyć:
- dalszą liberalizację handlu międzynarodowego (szczególnie w sektorze rolnym i tekstylnym);
- wzmocnienie zasad funkcjonowania międzynarodowego obrotu gospodarczego (modyfikacja Układu i bardziej precyzyjne określenie procedur stosowania jego postanowień);
- ustanowienie wielostronnych reguł prowadzenia handlu usługami;
- włączenie do negocjacji nowych dziedzin obrotu międzynarodowego, tj. ochrony praw własności intelektualnej oraz handlowych aspektów inwestycji zagranicznych.

Do realizacji tych zadań powołano 15 grup negocjacyjnych.
W deklaracji z Punta del Esta założono, że rokowania potrwają cztery lata (do końca 1990 r.). Jednak, ze względu na szeroką tematykę negocjacji oraz rozbieżność stanowisk znacznie się przeciągnęły i trwały dwa razy dłużej niż przewidywano.